# BMW R 5
BMW R 5 – produkowany od 1936 do 1937 dwucylindrowy (bokser) motocykl firmy BMW.
Ze względu na wysokie osiągi, zbliżone do silniejszego R 17 i niską cenę 1550 Reichsmarek sprzedano 2652 egzemplarze.

## Konstrukcja
Dwucylindrowy górnozaworowy silnik w układzie bokser o mocy 24 KM wbudowany wzdłużnie zasilany 2 gaźnikami AMAL 5/423. Każdy gażnik był początkowo wyposażony w osobny filtr powietrza. Ze względu na silne brudzenie się takich filtrów od 1937 stosowano pojedynczy filtr powietrza umieszczony na obudowie skrzyni biegów.  Suche sprzęgło jednotarczowe połączone z 4-biegową, nożnie sterowaną skrzynią biegów. Oprócz nożnej dźwigni zmiany biegów po lewej stronie motocykla, po prawej stronie zbiornika paliwa znajdowała się pomocnicza dźwignia ręczna. Napęd koła tylnego wałem Kardana. Rama ze spawanych elektrycznie rur stalowych ze sztywnym zawieszeniem tylnego koła. Przednie zawieszenie to widelec teleskopowy z tłumieniem olejowym.  Z przodu i tyłu zastosowano hamulce bębnowe o średnicy 200mm. Dźwignia tylnego hamulca była obsługiwana, podobnie jak w dzisiejszych motocyklach palcami stopy, a nie jak we wcześniejszych konstrukcjach pietą. Prędkość maksymalna 140 km/h.

## Model R 5 SuperSport
W 1937 dla wybranych kierowców stworzono krótką serię motocykli wyścigowych na bazie modelu R 5. Model R 5 SS (SuperSport) miał silnik mocniejszy o 4 KM i osiąganą prędkość maksymalną 160 km/h.

## Model R 5 Hommage (2016)

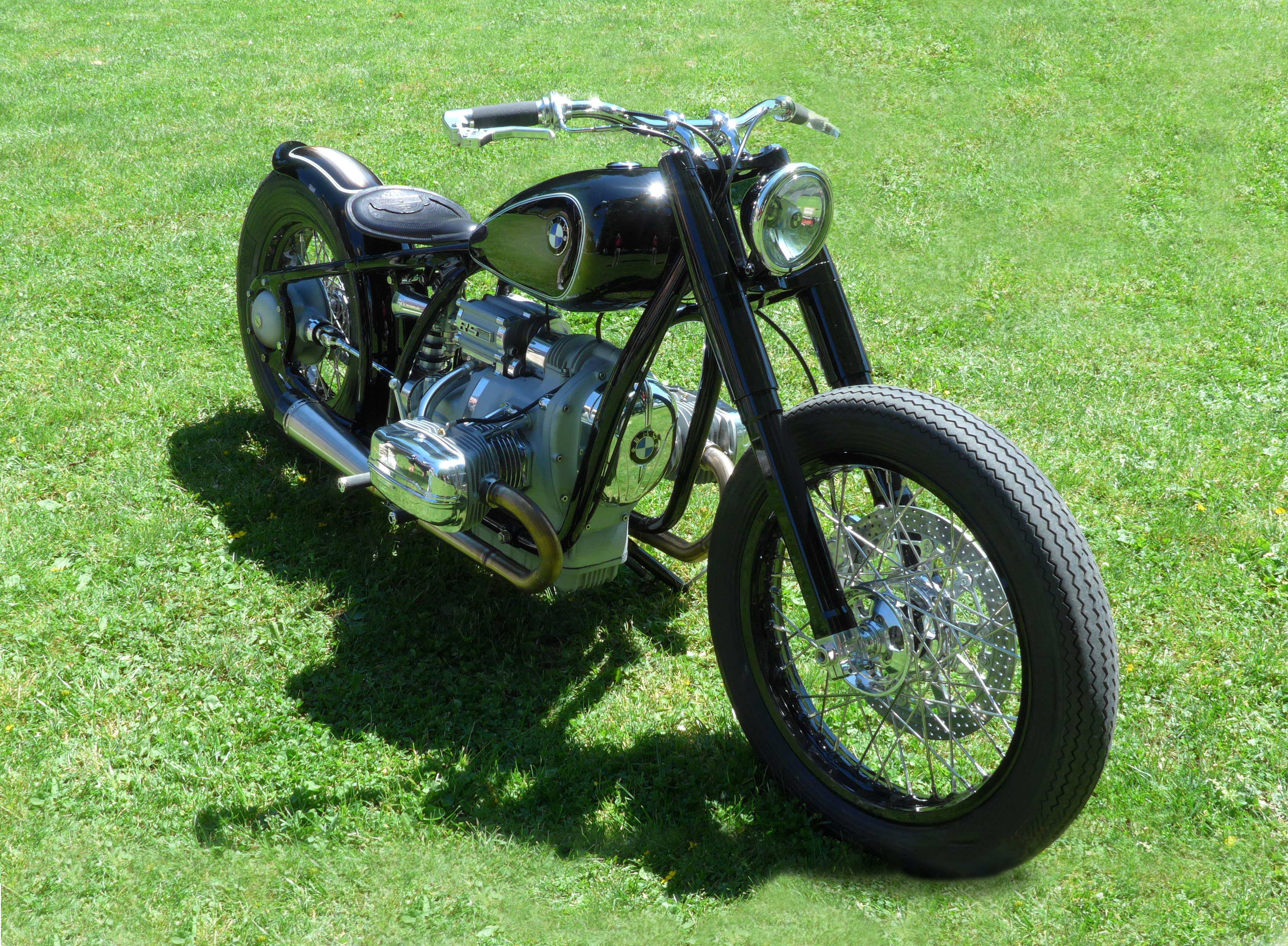
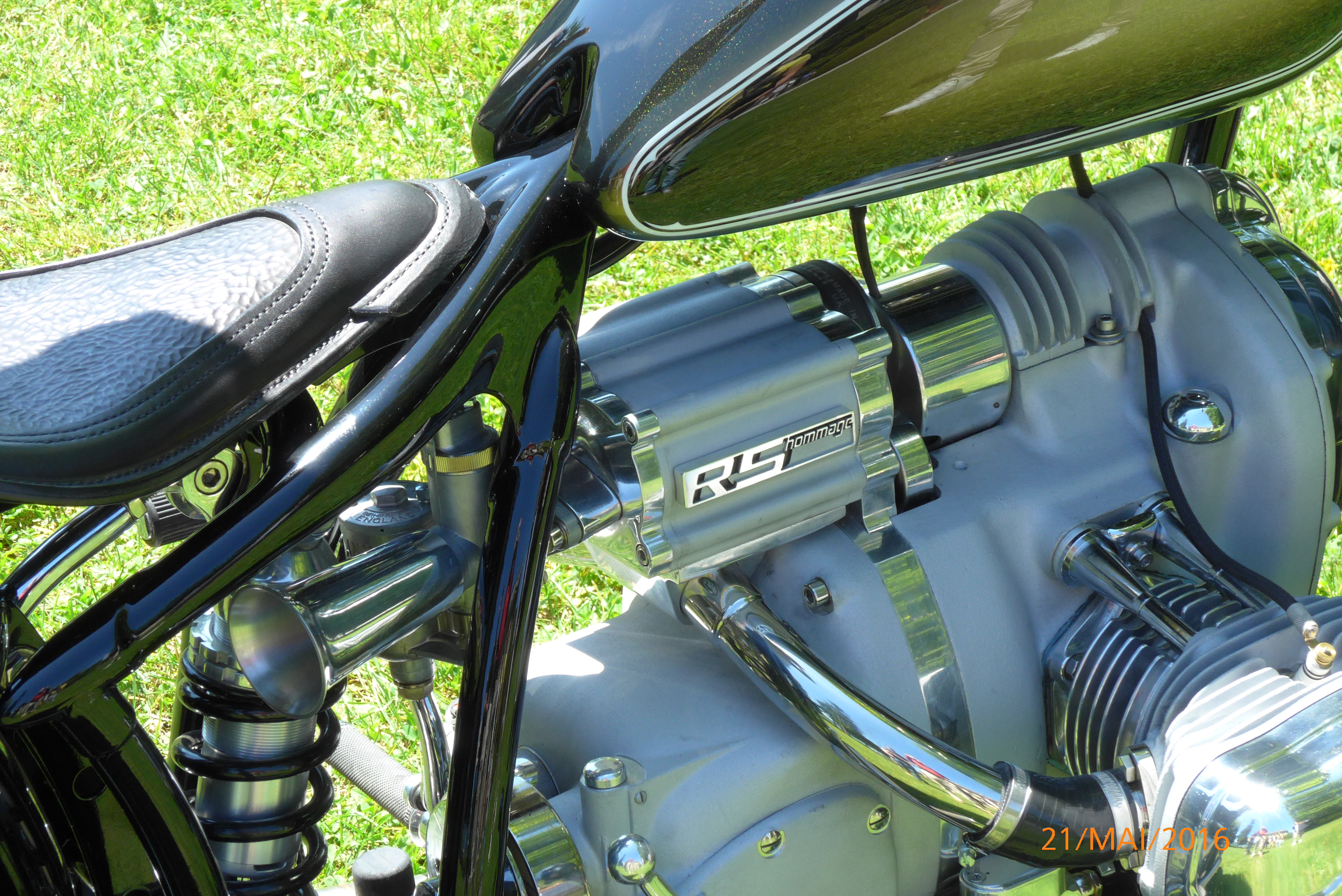
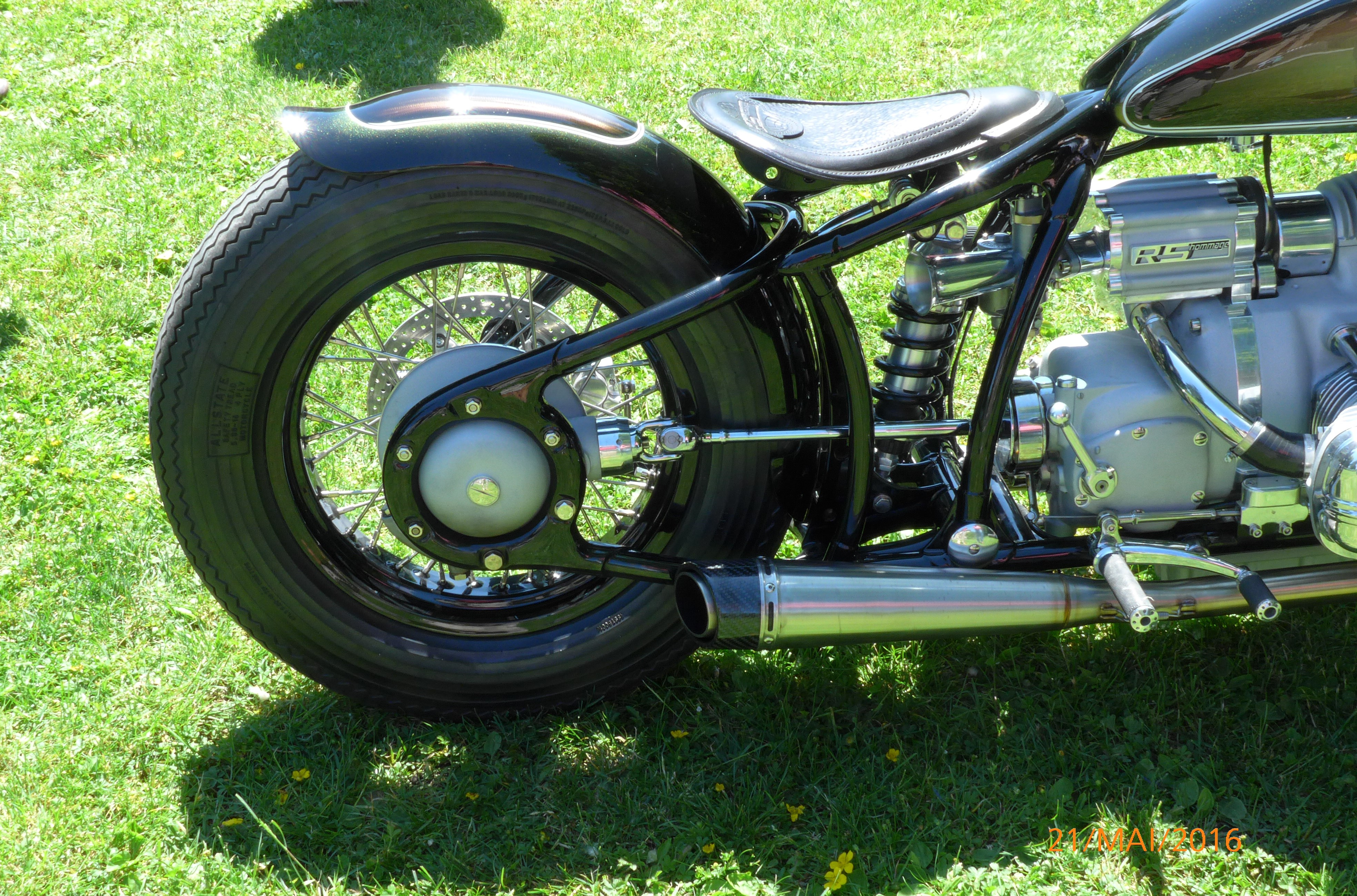